# 서하 의종
서하 의종 이양조(西夏 毅宗 李諒祚, 1047년 3월 5일 ~ 1068년 1월)는 서하의 제2대 황제(재위:1048년~1068년)이다. 서하 경종과 원장황후 몰장씨의 소생이다. 시호는 소영황제(昭英皇帝)이다.

## 생애
천수예법연조 11년(1048년)에 태자(영령가)였던 형 이경휘가 부황에 의해 폐태자되고 이어 부황 시해를 꾀했다는 혐의로 처형당한지 얼마 안 되어 부황 경종이 중상으로 급서하면서 1세의 나이로 즉위하였다. 때문에 모후 몰장태후(没蔵太后)와 그 친가의 일족이 서하의 정치를 전횡하였다.
의종 즉위 직후, 경종의 상을 틈타 서하로 쳐들어온 요(遼)군에게 하란산(賀蘭山)에서 패하고(제2차 하란산 전투) 수많은 인명이 살상되었다. 복성승도(福聖承道) 4년(1056년)에 몰장태후가 시해되고, 큰외삼촌 몰장와방(没蔵訛龐)이 정무를 맡게 되었다.
그로부터 5년 뒤에야 몰장와방 부자와 와방의 딸인 황후 몰장씨를 처형하는데 성공, 양씨(梁氏)를 황후로 삼으며 친정을 행할 수 있었다. 의종은 대신과 관료의 수를 대폭 늘려 정치 체계를 중앙집권제에 가깝도록 개편하고, 황제군 전력을 증강하여 정치 쇄신과 국력 강화를 이루어내지만, 돌연 병사하였다. 향년 21세였다.

## 가족관계

### 후비
- 황후 몰장씨(沒藏氏, ? ~ 1061년)
- 공숙장헌황후(恭肅章憲皇后) 양씨(梁氏, ? ~ 1085년)
- 여로공주(如露公主)

### 황자
- 혜종 강황제(惠宗 康皇帝) 이병상(李秉常) - 공숙장헌황후 소생.

| 전임 서하 경종 | 제2대 서하의 황제 1048년 ~ 1068년 | 후임 서하 혜종 |